# BEA Systems
BEA Systems var en tillverkare av applikationsservrar eller middleware (för webbtjänster över Java och J2EE). BEA Systems marknadsförde tre huvudsakliga produktfamiljer: WebLogic, AquaLogic och Tuxedo. BEA Systems tillverkade även en virtuell maskin för Java som kallas JRockit. Företaget förvärvades 2008 av Oracle och produkterna integrerades i Oracles produktfamilj.